# Goldisthal
Goldisthal es un municipio situado en el distrito de Sonneberg, en el estado federado de Turingia (Alemania), a una altitud de 500 metros. Su población a finales de 2016 era de unos 375 habitantes y su densidad poblacional, 20 hab/km².
Se encuentra ubicado al sureste de la ciudad de Suhl, y a poca distancia al norte de la frontera con el estado de Baviera. Dentro del distrito, no pertenece a ninguna mancomunidad (Verwaltungsgemeinschaft), ya que las funciones de mancomunidad las realiza el ayuntamiento de la vecina ciudad de Neuhaus am Rennweg.
Se conoce la existencia de la localidad desde 1490. Antes de la unificación de Turingia en 1920, pertenecía a Schwarzburgo-Rudolstadt. En su término municipal se ubica una de las centrales hidroeléctricas reversibles más grandes de Europa, construida entre 1997 y 2004.